# Jakob Kölliker
Jakob Kölliker (* 21. července 1953, Biel) je bývalý švýcarský lední hokejista a v současnosti hokejový trenér.

## Hráčská kariéra
Hrával ve švýcarské lize za týmy HC Biel a HC Ambrì-Piotta, aktivní kariéru ukončil v roce 1993. Hrával na postu obránce. V letech 1978, 1981 a 1983 dopomohl týmu HC Biel k ligovému titulu. Byl členem švýcarského národního týmu, za kterou hrál na dvou Zimních olympiádách a dvanácti turnajích mistrovství světa. S 213 mezinárodními utkáními byl rekordmanem švýcarského národního týmu. Překonán byl v roce 2007 Martinem Steineggerem.

## Trenérská kariéra
Působil v týmech HC Biel a SC Langnau Tigers, později u reprezentace do 20 let a v letech 1995 až 2010 také jako asistent trenéra (po většinu doby Ralpha Kruegera) u švýcarského A-týmu. V květnu 2011 byl jmenován hlavním trenérem německé reprezentace.

## Ocenění
V roce 2007 byl jmenován členem Síně slávy Mezinárodní hokejové federace.